# Линь Юньжу
Линь Юньжу́ (кит. трад. 林昀儒, пиньинь Lín Yúnrú; род. 17 августа 2001, Юаньшань, уезд Илань, в источниках встречаются неверные написания имени: Линь Юн-Чжу; Линь Юнь-Цзюй;) — спортсмен из Тайваня, игрок в настольный теннис, неоднократный призер чемпионатов мира, бронзовый призёр Кубка мира по настольному теннису 2019 года и Летних Азиатских игр 2018 года.

## Биография
Первые значительные успехи на международной арене пришли к Линь Юньжу в 2018 году, когда он занял 4 место на Летних юношеских Олимпийских играх 2018 года, выиграл три этапа «2018 ITTF World Tour» в юношеском одиночном разряде и один этап в парном разряде, и завоевал бронзовую медаль в командном разряде на Летних Азиатских играх 2018 года.
В 2019 году Линь Юньжу завоевал бронзовую медаль на Кубке мира по настольному теннису в Чэнду.
В сентябре 2019 года Линь Юньжу впервые вошел в десятку сильнейших игроков мирового рейтинга ITTF. С 2019 года он также учится в Католическом университете Фужэнь.
С 2020 года играл в российском клубе «Факел-Газпром». В 2023 году играл в немецком клубе Ной-Ульм и в этом же году перешел в японский клуб, что вызвало спортивный скандал.
В 2023 году Линь Юньжу выиграл свой первый турнир в серии «WTT Champions» — «WTT Champions Frankfurt 2023».

## Стиль игры
Линь Юньжу левша, играет в атакующем стиле европейской хваткой.